# Cosswiller
Cosswiller település Franciaországban, Bas-Rhin megyében. Lakosainak száma 593 fő (2022. január 1.). Cosswiller Romanswiller, Balbronn, Wangenbourg-Engenthal, Still, Wasselonne és Westhoffen községekkel határos.

## Népesség
A település népességének változása:
| Lakosok száma | 570  | 563  | 581  | 574  | 579  | 583  | 578  | 575  | 593  |
|               | 2013 | 2015 | 2016 | 2017 | 2018 | 2019 | 2020 | 2021 | 2022 |